# Lutjanus apodus

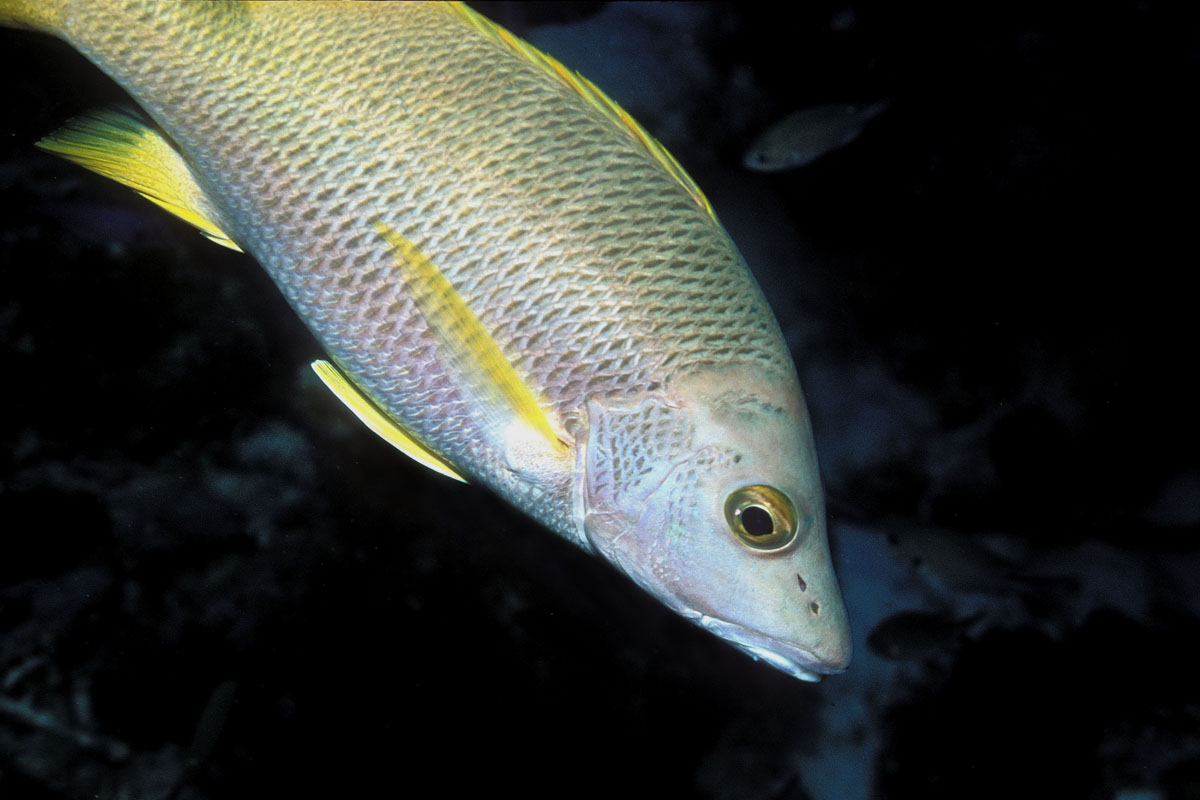
Detall

Lutjanus apodus és una espècie de peix de la família dels lutjànids i de l'ordre dels perciformes.
Els mascles poden assolir 67,2 cm de longitud total i 10,8 kg de pes.
Menja peixos, gambes, crancs, cucs, gastròpodes i cefalòpodes.
És un peix marí de clima subtropical i associat als esculls de corall que viu entre 2-63 m de fondària.
Es troba des de Massachusetts (Estats Units) i Bermuda fins a l'Illa de Trinitat i el nord del Brasil, i des de Costa d'Ivori fins a Guinea Equatorial.
Es comercialitza fresc o congelat.